# Cerimônias dos Jogos Olímpicos
Nos Jogos Olímpicos, as cerimônias comemoram a abertura e o encerramento de uma celebração específica dos Jogos Olímpicos, e a atribuição de medalhas. Barão Pierre de Coubertin, um dos antepassados dos Jogos Modernos, queria o modelo de revitalização dos antigos Jogos Olímpicos. A visão de Coubertin era de criar um fórum não apenas, mas também para realização atlética e de expressão artística. Era o seu desejo de reunir os grandes autores, pintores, arquitetos, músicos e junto com os melhores atletas do mundo, para formar um festival de expressão humana e realização sem igual no mundo, uma visão ainda em evidência durante as cerimônias.
Alguns dos vários elementos das cerimônias voltam a ecoar os Jogos da Grécia Antiga a partir do qual as Olimpíadas modernas chamam a sua ascendência. Um exemplo disso é o destaque da Grécia, em ambos a abertura e encerramento. Durante os Jogos de 2004, os vencedores da medalha recebido uma coroa de ramos de oliveira, que era uma referência direta aos Jogos antigas, nas quais o prêmio do vencedor era uma coroa de ramos de oliveira. Os vários elementos das Cerimônias são mandatários pela Carta Olímpica e não podem ser alterados pelo país anfitrião. Mesmo a parte artística da abertura e encerramento devem satisfazer a aprovação do Comitê Olímpico Internacional.

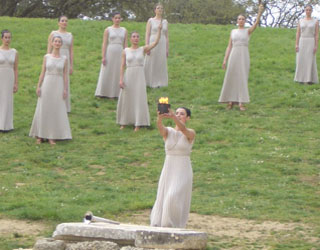
Acendimento da chama olímpica moderna em Olímpia, Grécia, local dos Jogos Antigos.

As cerimônias têm evoluído ao longo dos séculos. Os Jogos Olímpicos da Antiguidade incorporaram cerimônias que marcam o início e o fim de cada edição dos Jogos Olímpicos. Há semelhanças e diferenças entre ambas as cerimônias dos antigos Jogos Olímpicos e seus modernos. Embora a apresentação dos Jogos evoluiu com melhorias na tecnologia e no desejo das nações de acolhimento para mostrar sua própria expressão artística, os eventos básicos de cada cerimônia têm permanecido inalterados. A apresentação das Cerimônias de Abertura e de Encerramento continuam a aumentar o âmbito, a dimensão e os custos com cada celebração sucessiva dos Jogos, mas eles ainda estão mergulhados na tradição.

## Precursores antigos
Os Jogos Antigos, realizados na Grécia de cerca de 776 a.C. a cerca de 393 d.C. fornecem os primeiros exemplos de cerimônias olímpicas. A celebração da vitória, cujos elementos estão em evidência nas cerimônias modernas de medalha e encerramento, muitas vezes envolvia festas elaboradas, bebidas, cantos e recitação de poesia. Quanto mais rico o vencedor, mais extravagante é a celebração. Os vencedores foram presenteados com uma coroa de oliveira ou coroa colhida de uma árvore especial em Olímpia por um menino, especialmente selecionado para esse fim, usando uma foice de ouro. O festival terminaria com os vencedores fazendo votos solenes e realizando sacrifícios rituais aos vários deuses aos quais estavam em dívida.
Há evidências de mudanças dramáticas no formato dos Jogos Antigos ao longo dos quase 12 séculos em que foram celebrados. Eventualmente, por volta da 77ª Olimpíada, um programa padrão de 18 eventos foi estabelecido. Para abrir um jogo na Grécia antiga, os organizadores realizariam um Festival de Inauguração. Isso foi seguido por uma cerimônia em que os atletas fizeram um juramento de espírito esportivo. A primeira competição, uma competição artística de trompetistas e arautos, concluiu as festividades de abertura.

## Fechamento

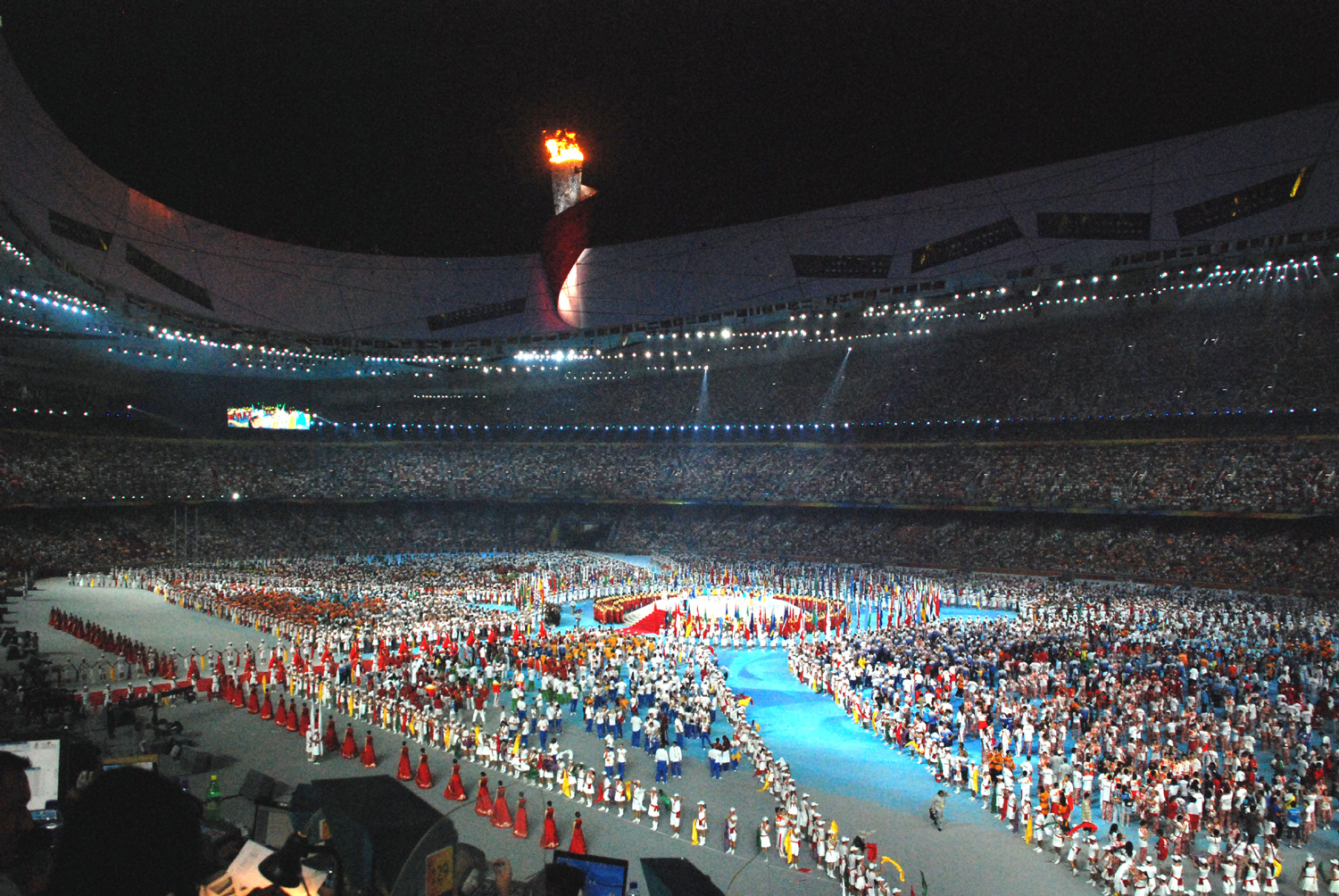
Atletas se reúnem no estádio durante a cerimônia de encerramento dos Jogos Olímpicos de Verão de Pequim 2008

Tradicionalmente mais descontraído e festivo, Muitos elementos da cerimônia de encerramento acabaram evoluindo historicamente por meio de tradições, em vez de regras e procedimentos oficiais.
A cerimônia de encerramento deve ocorrer em uma noite de domingo.

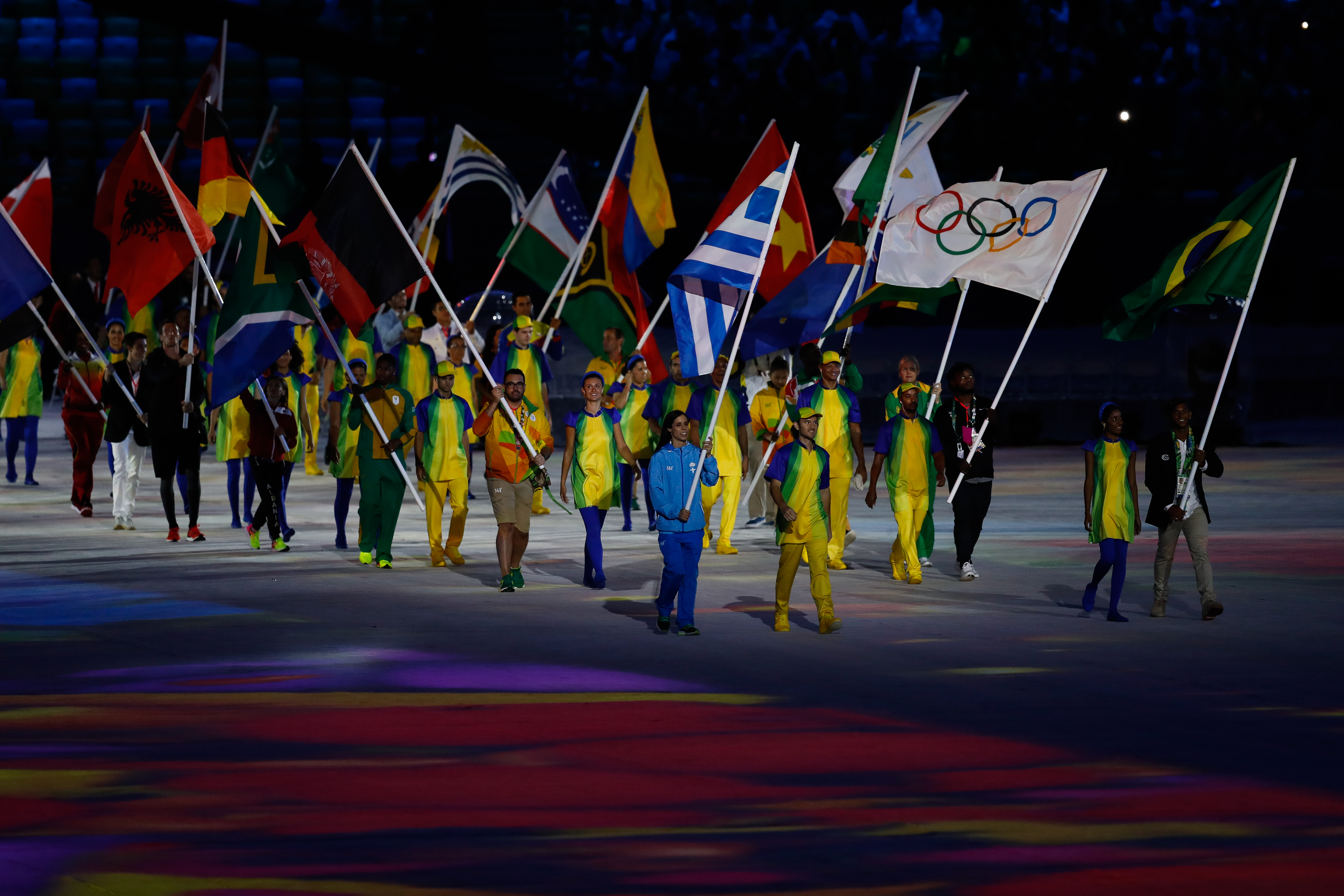
O Desfile das Bandeiras durante a cerimônia de encerramento dos Jogos Olímpicos Rio 2016